# Верхняя Берёзовка (приток Пайдугины)
Верхняя Берёзовка — река в России, протекает по Томской области. Устье реки находится в 309 км по правому берегу реки Пайдугина. Длина реки составляет 67 км, площадь водосборного бассейна 678 км².

## Притоки
- 7 км: Кедровая
- 32 км: Средняя Берёзовка
- 36 км: Тёплая
- Болотная
- Еловый

## Данные водного реестра
По данным государственного водного реестра России относится к Верхнеобскому бассейновому округу, водохозяйственный участок реки — Кеть, речной подбассейн реки — бассейн притоков (Верхней) Оби от Чулыма до Кети. Речной бассейн реки — (Верхняя) Обь до впадения Иртыша.
Код объекта в государственном водном реестре — 13010600112115200028068.